# 쾨셈 술탄

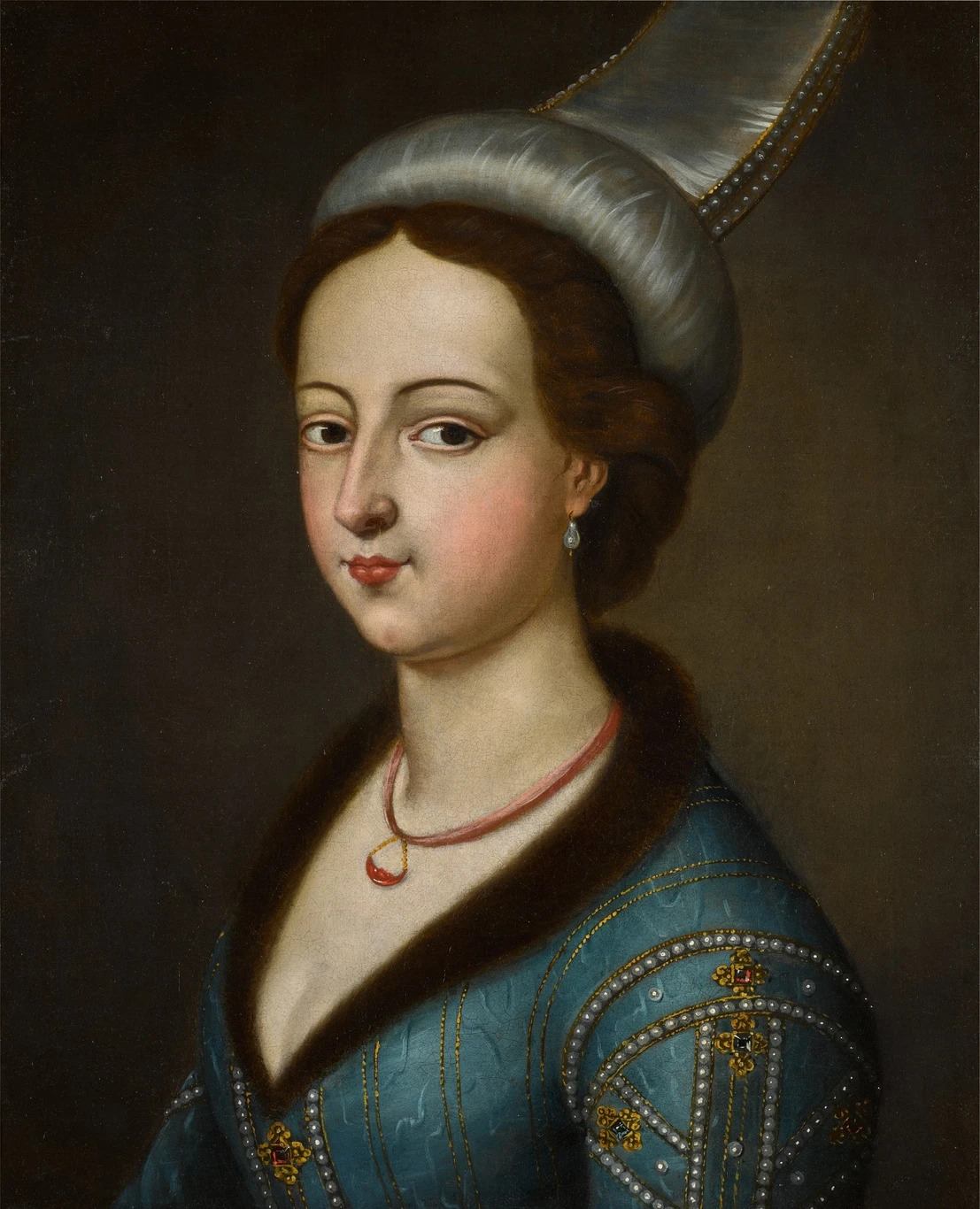
초상화

쾨셈 술탄(Kösem Sultan, 오스만 터키어: كوسم سلصان;[a] c. 1589 – 1651년 9월 2일, Mahpeyker Sultan, 페르시아어: ماه پيكر)은 오스만 술탄 아흐메트 1세와 술탄 무라트 4세와 이브라힘 (오스만 제국)의 어머니이다. 오스만 역사상 가장 강력하고 영향력 있는 여성 중 한 명이자 여성 술탄국 시대의 중심 인물이 되었다.
쾨셈의 위상과 영향력은 오스만 정치에 대한 기민한 이해와 그녀가 낳은 많은 자녀로 인해 더욱 촉진되었다. 그녀의 아들과 손자 중 한 명은 통치 초기에 그녀에게 섭정직을 요구했고, 그녀의 딸들이 저명한 정치가들과 결혼함으로써 그녀는 정부에서 동맹을 맺게 되었다. 술탄 아흐메트에게 상당한 영향력을 행사했으며, 그의 이복형 무스타파(나중에 무스타파 1세가 됨)를 살려두려는 그녀의 노력이 장자 상속에 기반한 계승 체제에서 무연공 서열에 기반한 승계 체제로 전환하는 데 기여했을 가능성이 있다.

## 같이 보기
- 오스만 왕조
- 아흐메트 1세